# EHF Champions League 1994-95 (kvinder)
EHF Champions League 1994-95 for kvinder var den anden EHF Champions League-turnering for kvinder. Turneringen blev arrangeret af European Handball Federation og havde deltagelse af 27 hold. Holdene spille først to cup-runder (1/16- og 1/8-finaler). De otte vindere af 1/8-finalerne gik videre til et gruppespil, der bestod af to grupper med fire hold, hvorfra de to gruppevindere gik videre til Champions League-finalen.
Turneringen blev for andet år i træk vundet af Hypo Niederösterreich fra Østrig, som i finalen over to kampe samlet vandt 40-36 over kroatiske Podravka Koprivnica. Det danske mesterhold, Viborg HK, repræsenterede Danmark i turneringen og blev slået ud i 1/8-finalen, hvor holdet tabte 32-45 (over to kampe) til de senere vindere fra Hypo Niederösterreich.

## Resultater

### 1/16-finaler
| Dato    | Dato    | Hjemmehold i 1. kamp       | Hjemmehold i 2. kamp   | Resultat | Resultat | Resultat |
| 1. kamp | 2. kamp | Hjemmehold i 1. kamp       | Hjemmehold i 2. kamp   | 1. kamp  | 2. kamp  | Samlet   |
| ------- | ------- | -------------------------- | ---------------------- | -------- | -------- | -------- |
| 7.10.   | 9.10.   | Larvik HK                  | Hapoel Rishon LeZion   | 37-70    | 39-90    | 73–16    |
| 8.10.   | 16.10.  | ASPTT Metz                 | DHC Slavia Praha       | 24-19    | 25-20    | 49–39    |
| 15.10.  | 9.10.   | Podravka Koprivnica        | LC Brühl               | 19-18    | 25-18    | 44–36    |
| 8.10.   | 9.10.   | Kültür Spor Ankara         | KF Valur               | 20-22    | 22-16    | 42–38    |
| 8.10.   | 9.10.   | Belinka Olimpija Ljubljana | Politechnik Minsk      | 25-19    | 20-21    | 45–40    |
| 8.10.   | 15.10.  | Jaspol Partizánske         | PF Cassano Magnago ASD | 25-24    | 21-24    | 46–48    |
| 9.10.   | 15.10.  | Motor Zaporizjzja          | Club Sports da Madeira | 30-10    | 25-15    | 55–25    |
| 8.10.   | 15.10.  | Rostselmasj Rostov         | EB Start Elbląg        | 33-14    | 27-16    | 60–30    |
| 9.10.   | 15.10.  | AC Doukas Athen            | HC Bascharage          | 19-18    | 19-18    | 38–36    |
| 8.10.   | 15.10.  | Sportist - Shogun Shumen   | Viborg HK              | 18-24    | 19-28    | 37–52    |
| 8.10.   | 15.10.  | RK Kometal Gjorče Petrov   | Visa Swift Roermond    | 24-16    | 12-23    | 36–39    |

### 1/8-finaler
| Dato    | Dato    | Hjemmehold i 1. kamp       | Hjemmehold i 2. kamp  | Resultat | Resultat | Resultat |
| 1. kamp | 2. kamp | Hjemmehold i 1. kamp       | Hjemmehold i 2. kamp  | 1. kamp  | 2. kamp  | Samlet   |
| ------- | ------- | -------------------------- | --------------------- | -------- | -------- | -------- |
| 12.11.  | 13.11.  | PF Cassano Magnago ASD     | Podravka Koprivnica   | 17-37    | 08-36    | 25–73    |
| 13.11.  | 20.11.  | Kültür Spor Ankara         | Larvik HK             | 21-24    | 11-31    | 32–55    |
| 12.11.  | 19.11.  | Belinka Olimpija Ljubljana | SG WAT Fünfhaus       | 25-15    | 28-17    | 53–32    |
| 13.11.  | 19.11.  | Visa Swift Roermond        | ASPTT Metz            | 27-23    | 19-22    | 46–45    |
| 13.11.  | 20.11.  | Viborg HK                  | Hypo Niederösterreich | 13-18    | 19-27    | 32–45    |
| 18.11.  | 19.11.  | AC Doukas Athen            | TUS Walle Bremen      | 21-33    | 17-37    | 38–70    |
| 13.11.  | 20.11.  | Rostselmasj Rostov         | Mar Valencia          | 19-26    | 25-25    | 44–51    |
| 13.11.  | 20.11.  | Motor Zaporizjzja          | Ferencvárosi TC       | 20-19    | 20-24    | 40–43    |

### Gruppespil

#### Gruppe A
| Dato  | Kamp                                               | Res.  |
| ----- | -------------------------------------------------- | ----- |
| 22.1. | Larvik HK - Hypo Niederösterreich                  | 16-26 |
| 22.1. | Belinka Olimpija Ljubljana - Mar Valencia          | 14-26 |
| 29.1. | Hypo Niederösterreich - Belinka Olimpija Ljubljana | 29-16 |
| 29.1. | Mar Valencia - Larvik HK                           | 24-23 |
| 12.2. | Mar Valencia - Hypo Niederösterreich               | 18-23 |
| 12.2. | Larvik HK - Belinka Olimpija Ljubljana             | 27-24 |
| 19.2. | Larvik HK - Mar Valencia                           | 26-26 |
| 19.2. | Belinka Olimpija Ljubljana - Hypo Niederösterreich | 17-32 |
| 19.3. | Mar Valencia - Belinka Olimpija Ljubljana          | 29-26 |
| 19.3. | Hypo Niederösterreich - Larvik HK                  | 26-23 |
| 22.3. | Belinka Olimpija Ljubljana - Larvik HK             | 18-26 |
| 26.3. | Hypo Niederösterreich - Mar Valencia               | 26-21 |

| Hold                       | Kampe | Mål     | Point |
| -------------------------- | ----- | ------- | ----- |
| Hypo Niederösterreich      | 6     | 162-111 | 12    |
| Mar Valencia               | 6     | 144-138 | 7     |
| Larvik HK                  | 6     | 141-144 | 5     |
| Belinka Olimpija Ljubljana | 6     | 115-169 | 0     |

#### Gruppe B
| Dato  | Kamp                                      | Res.  |
| ----- | ----------------------------------------- | ----- |
| 21.1. | Visa Swift Roermond - TUS Walle Bremen    | 26-26 |
| 22.1. | Podravka Koprivnica - Ferencvárosi TC     | 21-21 |
| 29.1. | TUS Walle Bremen - Podravka Koprivnica    | 21-21 |
| 29.1. | Ferencvárosi TC - Visa Swift Roermond     | 21-17 |
| 11.2. | Visa Swift Roermond - Podravka Koprivnica | 24-27 |
| 12.2. | Ferencvárosi TC - TUS Walle Bremen        | 21-22 |
| 18.2. | Visa Swift Roermond - Ferencvárosi TC     | 20-23 |
| 19.2. | Podravka Koprivnica - TUS Walle Bremen    | 28-17 |
| 19.3. | TUS Walle Bremen - Visa Swift Roermond    | 30-19 |
| 19.3. | Ferencvárosi TC - Podravka Koprivnica     | 26-24 |
| 26.3. | TUS Walle Bremen - Ferencvárosi TC        | 25-23 |
| 26.3. | Podravka Koprivnica - Visa Swift Roermond | 26-18 |

| Hold                | Kampe | Mål     | Point |
| ------------------- | ----- | ------- | ----- |
| Podravka Koprivnica | 6     | 147-127 | 8     |
| TUS Walle Bremen    | 6     | 141-138 | 8     |
| Ferencvárosi TC     | 6     | 135-129 | 7     |
| Visa Swift Roermond | 6     | 124-153 | 1     |

### Finale
| Dato    | Dato    | Hjemmehold i 1. kamp | Hjemmehold i 2. kamp  | Resultat | Resultat | Resultat |
| 1. kamp | 2. kamp | Hjemmehold i 1. kamp | Hjemmehold i 2. kamp  | 1. kamp  | 2. kamp  | Samlet   |
| ------- | ------- | -------------------- | --------------------- | -------- | -------- | -------- |
| 29.4.   | 7.5.    | Podravka Koprivnica  | Hypo Niederösterreich | 17-14    | 19-26    | 36–40    |